# Mazda R360
Mazda R360 — кей-кар, выпускавшийся с 1960 по 1969 год японской компанией Mazda.

## Описание
Впервые Mazda R360 был представлен в мае 1960 года. Колёсная база составляла 1760 мм, масса — 380 кг.
В движение Mazda R360 приводился V-образным двухцилиндровым двигателем с воздушным охлаждением объёмом 356 см3, мощностью 12 кВт (16 л. с.) и крутящим моментом 21,6 Н⋅м. Максимальная скорость — 84 км/ч. Коробка передач — четырёхступенчатая механическая (KRBB) или двухступенчатая автоматическая «TORQ DRIVE» (KRBC). Передняя подвеска — резиновая «пружинная», задняя — торсионная.
Базовые модели окрашивались в цвета Opal Green, Maroon Rouge и Somerset Blue. Модель Mazda R360 DeLuxe, в свою очередь, окрашивалась в цвета Blue and Cream или Red and Cream.
Отделка интерьера — красная или синяя. Красный и синий цвета были применены к сиденьям, ковровому покрытию и внутренним дверным панелям.

## Технические характеристики
| Максимальная скорость | Минимальный радиус поворота | Расход топлива (с 2 пассажирами) | Тормозной путь |
| --------------------- | --------------------------- | -------------------------------- | -------------- |
| 95 км/ч (85 км/ч)     | 4,0 м                       | 32 км/л (25 км/л)                | 13 м (50 км/ч) |

| Тип двигателя                                                                                    | Диаметр цилиндра x Ход поршня | Объём   | Степень сжатия | Мощность                          | Крутящий момент          |
| ------------------------------------------------------------------------------------------------ | ----------------------------- | ------- | -------------- | --------------------------------- | ------------------------ |
| V-образный, Двухцилиндровый, четырёхтактный, с принудительным воздушным охлаждением, 90 градусов | 60 x 63 мм                    | 356 см3 | 8.0            | 12 кВт (16 л. с.) при 5300 об/мин | 21,6 Н⋅м при 4000 об/мин |

## Галерея

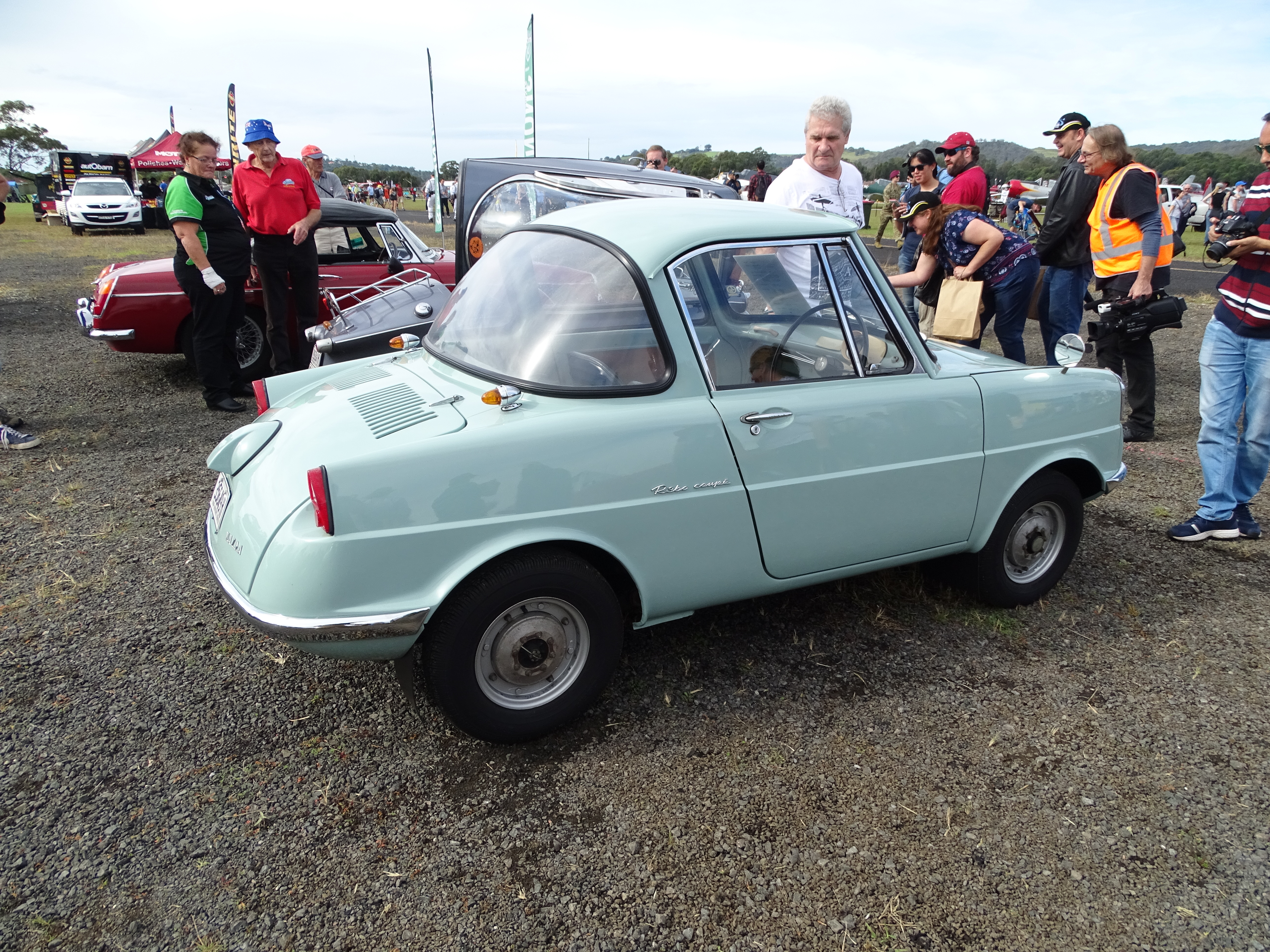
Вид сзади
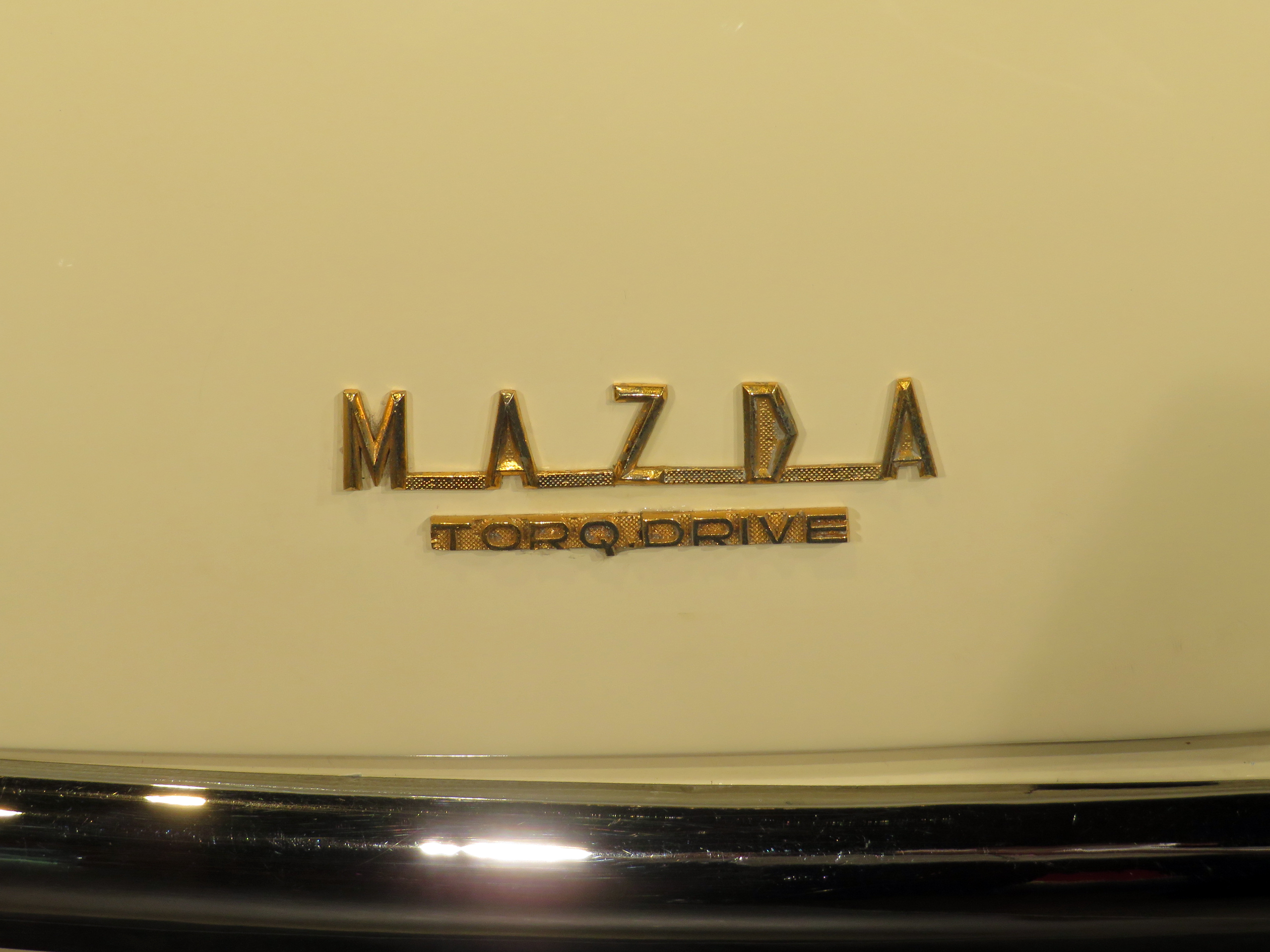
Шильдик «TORQ DRIVE»
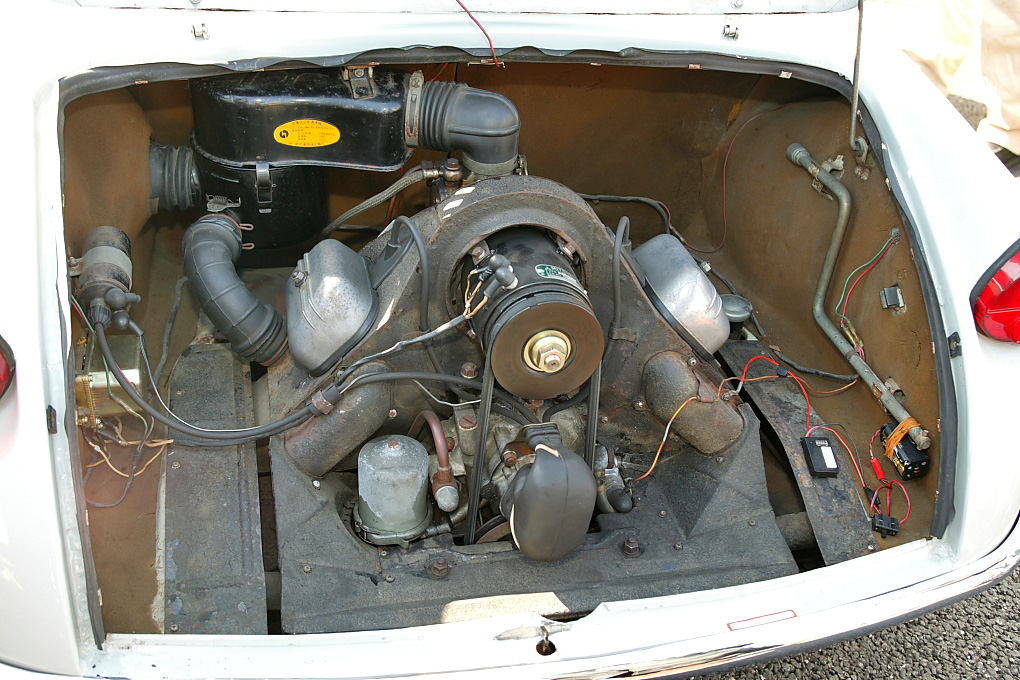
Моторный отсек Mazda R360 Coupe

## B360 Pickup
B360 — пикап на базе R360 Coupé. Компоновка — переднемоторная, заднеприводная. Как и в большинстве пикапов, в автомобиле Mazda B360 применялись жёсткий задний мост и подвеска с листовыми рессорами. Изначально в автомобиле применялся двигатель объёмом 356 см3, а с 1964 года автомобиль оснащался рядным четырёхцилиндровым двигателем объёмом 358 см3, который также применялся в Carol. В 1967 году преемником B360 стал E360.
B600 — экспортная версия B360. Автомобиль оснащался двигателем Mazda V-twin объёмом 577 см3.